# Lex Thuringorum
Das kurz Lex Thuringorum genannte Stammesrecht der Thüringer, vollständig als „Lex Angliorum et Werinorum hoc est Thuringorum“ überliefert, ist eine frühmittelalterliche Rechtsaufzeichnung, die für die von den Stämmen der Angeln und Warnen bewohnten Gebiete in Thüringen galt. Veranlasst wurde sie von Karl dem Großen.
Die Angeln siedelten im südlich der Unstrut gelegenen Gau Engilin (fränkisch: Englehem) und die Warnen in der Landschaft Werinofeld zwischen Saale und Elster.
Das Lex Thuringorum wurde unter Benutzung der Lex Ribuariorum und auch der Lex Saxorum 802 oder 803 redigiert.